# Arroyo Valentín Grande
El arroyo Valentín Grande es un curso de agua uruguayo que atraviesa el departamento de  Salto, perteneciente a la cuenca hidrográfica del Río de la Plata.
Nace en la Cuchilla del Daymán y desemboca en el río Arapey Grande.